# 异果黄堇
异果黄堇（学名：Corydalis heterocarpa）为罂粟科紫堇属下的一个种。

## 扩展阅读
- 維基物種上的相關：异果黄堇